# 渥太華 (伊利諾伊州)
渥太華（英語：Ottawa）是一個位於美國伊利諾伊州拉薩爾縣的城市。根據2010年美國人口普查，該地人口為18768人，而該地的面積約為34.89平方千米。該地同時也是拉薩爾縣的縣治。

## 地理
渥太華的座標為41°21′04″N 88°50′16″W / 41.35111°N 88.83778°W，而該地的平均海拔高度為147米（即482英尺）。